# Savigny-sur-Clairis
Pour les articles homonymes, voir Savigny.
Savigny-sur-Clairis est une commune française située dans le département de l'Yonne en région Bourgogne-Franche-Comté.

## Géographie
L'altitude minimale de la commune est de 153 m et son altitude maximale de 192 m.

### Climat
Pour des articles plus généraux, voir Climat de la Bourgogne-Franche-Comté et Climat de l'Yonne.
En 2010, le climat de la commune est de type climat océanique dégradé des plaines du Centre et du Nord, selon une étude du Centre national de la recherche scientifique s'appuyant sur une série de données couvrant la période 1971-2000. En 2020, Météo-France publie une typologie des climats de la France métropolitaine dans laquelle la commune est exposée à un climat océanique altéré et est dans la région climatique  Nord-est du bassin Parisien, caractérisée par un ensoleillement médiocre, une pluviométrie moyenne régulièrement répartie au cours de l’année et un hiver froid (3 °C). 
Pour la période 1971-2000, la température annuelle moyenne est de 10,7 °C, avec une amplitude thermique annuelle de 15,8 °C. Le cumul annuel moyen de précipitations est de 747 mm, avec 11,8 jours de précipitations en janvier et 7,7 jours en juillet. Pour la période 1991-2020, la température moyenne annuelle observée sur la station météorologique installée sur la commune est de 11,3 °C et le cumul annuel moyen de précipitations est de 732,3 mm. 
La température maximale relevée sur cette station est de 41,9 °C, atteinte le 25 juillet 2019 ; la température minimale est de −21 °C, atteinte le 16 janvier 1985,,. 
| Mois                                  | jan.            | fév.             | mars           | avril         | mai             | juin           | jui.           | août           | sep.           | oct.            | nov.            | déc.             | année     |
| ------------------------------------- | --------------- | ---------------- | -------------- | ------------- | --------------- | -------------- | -------------- | -------------- | -------------- | --------------- | --------------- | ---------------- | --------- |
| Température minimale moyenne (°C)     | 1,4             | 1,2              | 3,3            | 5,1           | 8,6             | 11,8           | 13,7           | 13,7           | 10,6           | 8,1             | 4,5             | 2                | 7         |
| Température moyenne (°C)              | 3,8             | 4,4              | 7,5            | 10,2          | 13,8            | 17,3           | 19,7           | 19,6           | 15,8           | 12              | 7,3             | 4,4              | 11,3      |
| Température maximale moyenne (°C)     | 6,3             | 7,6              | 11,7           | 15,3          | 19              | 22,8           | 25,6           | 25,4           | 21             | 15,9            | 10,1            | 6,8              | 15,6      |
| Record de froid (°C) date du record   | −21 16.01.1985  | −13,1 07.02.1991 | −10,6 01.03.05 | −4,4 06.04.21 | −0,6 03.05.1967 | 1,7 05.06.1991 | 4,6 06.07.1964 | 3,5 26.08.1966 | 2,1 30.09.1995 | −4,2 25.10.1964 | −8,8 24.11.1998 | −16,5 31.12.1985 | −21 1985  |
| Record de chaleur (°C) date du record | 15,6 05.01.1999 | 20,3 27.02.19    | 26,4 31.03.21  | 27,7 25.04.07 | 31,2 28.05.17   | 37,4 18.06.22  | 41,9 25.07.19  | 39,7 06.08.03  | 34,9 14.09.20  | 30,1 01.10.1985 | 22,1 07.11.15   | 17,3 16.12.1989  | 41,9 2019 |
| Précipitations (mm)                   | 56,7            | 53,7             | 53,3           | 57,2          | 65,3            | 55,9           | 66,5           | 57,1           | 58,9           | 70,5            | 66,2            | 71               | 732,3     |

| Diagramme climatique                                  |            |             |             |           |              |              |              |            |             |             |        |
| J                                                     | F          | M           | A           | M         | J            | J            | A            | S          | O           | N           | D      |
| 6,31,456,7                                            | 7,61,253,7 | 11,73,353,3 | 15,35,157,2 | 198,665,3 | 22,811,855,9 | 25,613,766,5 | 25,413,757,1 | 2110,658,9 | 15,98,170,5 | 10,14,566,2 | 6,8271 |
| Moyennes : • Temp. maxi et mini °C • Précipitation mm |            |             |             |           |              |              |              |            |             |             |        |

Les paramètres climatiques de la commune ont été estimés pour le milieu du siècle (2041-2070) selon différents scénarios d'émission de gaz à effet de serre à partir des nouvelles projections climatiques de référence DRIAS-2020. Ils sont consultables sur un site dédié publié par Météo-France en novembre 2022.

## Urbanisme

### Typologie
Au 1er janvier 2024, Savigny-sur-Clairis est catégorisée commune rurale à habitat dispersé, selon la nouvelle grille communale de densité à sept niveaux définie par l'Insee en 2022.
Elle est située hors unité urbaine et hors attraction des villes,.

### Occupation des sols
L'occupation des sols de la commune, telle qu'elle ressort de la base de données européenne d’occupation biophysique des sols Corine Land Cover (CLC), est marquée par l'importance des territoires agricoles (41,6 % en 2018), en diminution par rapport à 1990 (48,7 %). La répartition détaillée en 2018 est la suivante : 
terres arables (40,4 %), forêts (36,9 %), zones industrielles ou commerciales et réseaux de communication (7 %), zones urbanisées (6,7 %), espaces verts artificialisés, non agricoles (5,8 %), zones humides intérieures (2 %), prairies (0,8 %), zones agricoles hétérogènes (0,4 %). L'évolution de l’occupation des sols de la commune et de ses infrastructures peut être observée sur les différentes représentations cartographiques du territoire : la carte de Cassini (XVIIIe siècle), la carte d'état-major (1820-1866) et les cartes ou photos aériennes de l'IGN pour la période actuelle (1950 à aujourd'hui).

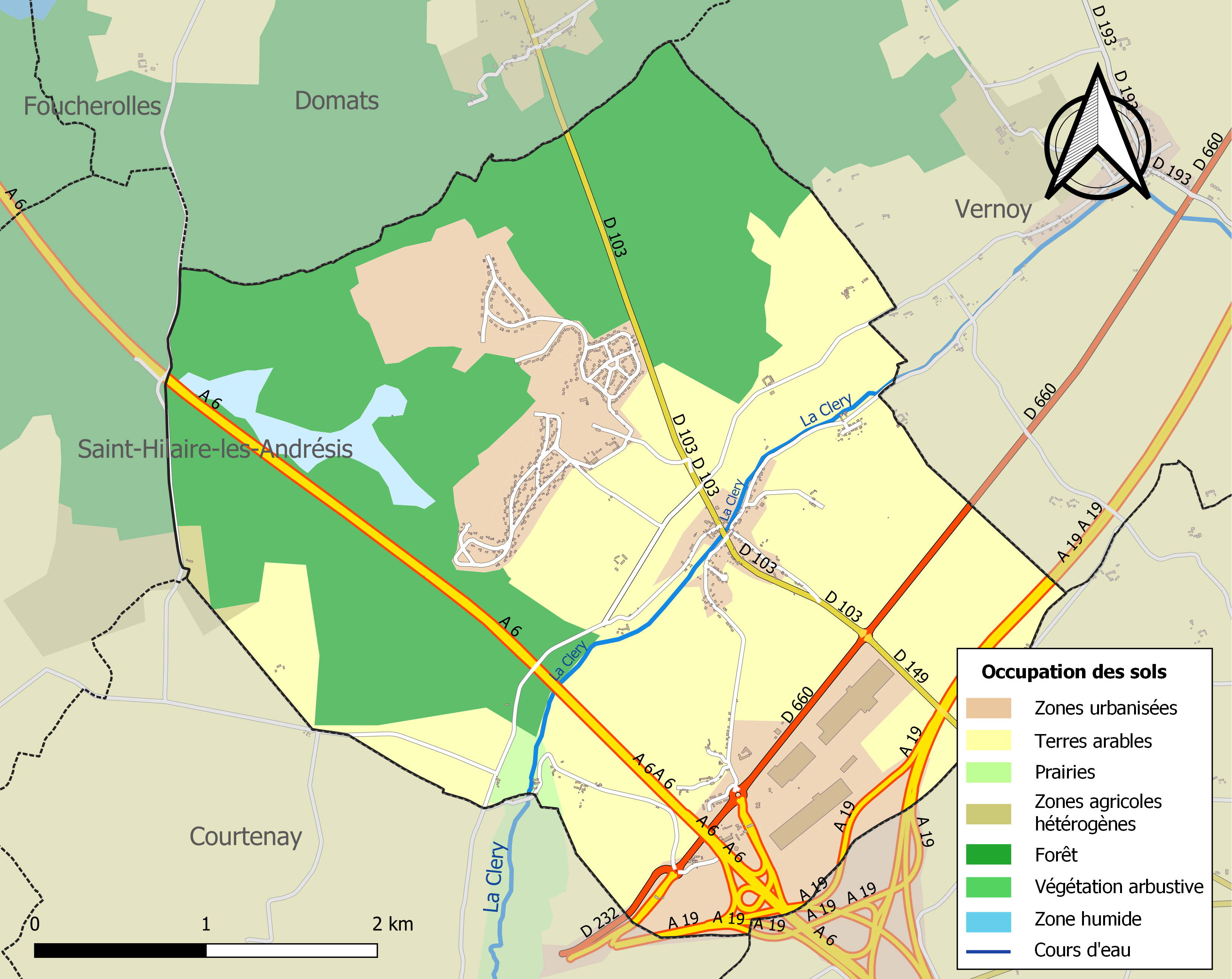
Carte des infrastructures et de l'occupation des sols de la commune en 2018 (CLC).

## Histoire
L'appellation Savigniacum est attestée en 1396.
En 1740, Victor de Riquetti marquis de Mirabeau acquiert du marquis de Saint-Martin et de son épouse plusieurs seigneuries dont les deux fiefs de grand et petit Pierre Aigüe. En 1780, il vend ces deux fiefs à Christophe Louis Robert Soret négociant demeurant à Villeneuve le Roy, futur administrateur du département de l'Yonne.

## Économie
L'entreprise de pneumatiques Kumho Tire y a son principal entrepôt en France.

## Politique et administration
| Période | Période | Identité       | Étiquette | Qualité |
| ------- | ------- | -------------- | --------- | ------- |
|         |         |                |           |         |
|         |         | Louise Cartier |           |         |

## Démographie
En 2022, la commune de Savigny-sur-Clairis comptait 451 habitants. À partir du XXIe siècle, les recensements réels des communes de moins de 10 000 habitants ont lieu tous les cinq ans. Les autres chiffres sont des estimations.
| 1793 | 1800 | 1806 | 1821 | 1831 | 1836 | 1841 | 1846 | 1851 |
| ---- | ---- | ---- | ---- | ---- | ---- | ---- | ---- | ---- |
| 292  | 288  | 323  | 317  | 319  | 341  | 315  | 346  | 350  |

| 1856 | 1861 | 1866 | 1872 | 1876 | 1881 | 1886 | 1891 | 1896 |
| ---- | ---- | ---- | ---- | ---- | ---- | ---- | ---- | ---- |
| 373  | 398  | 408  | 388  | 398  | 389  | 357  | 354  | 328  |

| 1901 | 1906 | 1911 | 1921 | 1926 | 1931 | 1936 | 1946 | 1954 |
| ---- | ---- | ---- | ---- | ---- | ---- | ---- | ---- | ---- |
| 323  | 278  | 274  | 248  | 262  | 240  | 210  | 216  | 238  |

| 1962 | 1968 | 1975 | 1982 | 1990 | 1999 | 2005 | 2006 | 2010 |
| ---- | ---- | ---- | ---- | ---- | ---- | ---- | ---- | ---- |
| 221  | 212  | 216  | 207  | 236  | 341  | 373  | 377  | 392  |

| 2015 | 2020 | 2022 | - | - | - | - | - | - |
| ---- | ---- | ---- | - | - | - | - | - | - |
| 453  | 451  | 451  | - | - | - | - | - | - |

## Tourisme et loisirs
Le golf de Clairis, un parcours de 18 trous, est au domaine de Clairis.

## Lieux et monuments
- L'église paroissiale Saint-Pierre.
- La mairie-école.
- Le vieux lavoir.
- La croix Saint-Blaise.
- Le monument aux morts.
- Le domaine de Clairis et son château.
- La rivière Clairis.
- L'ancienne ligne d'Orléans à Châlons, section de Montargis à Sens, inaugurée le 6 octobre 1874 et fermée aux voyageurs le 2 octobre 1939. Sur le territoire de la commune, il reste plusieurs passages à niveau et leur maison de garde-barrière.
- Le menhir de la Pierre-Aigüe[18].
- L'échangeur de Courtenay entre l'autoroute A6 et l'autoroute A19 se trouve partiellement sur la commune.

## Pour approfondir